# موسى عودة
موسى عامر عودة واسمه الحركي كفاح عودة (وُلد في 20 ديسمبر 1947 في دورا) دبلوماسي وسياسي فلسطيني. كان سفيرًا لدولة فلسطين لدى نيكاراغوا، والفلبين، والبرازيل، كما شغل بين عامي 2006 و2021 منصب سفير دولة فلسطين لدى إسبانيا.

## حياته
وُلد عودة في منطقة دورا بقضاء الخليل في 20 ديسمبر 1947 إبان فترة الانتداب البريطاني على فلسطين. أنهى تعليمه المدرسي الثانوية عام 1968 في دورا، وحصل على درجة الدبلوم في الفنون الجميلة من كلية حوارة في إربد بالأردن عام 1970، ولاحقًا في عام 1982 تخرج من برنامج الآداب والفلسفة وعلم الاجتماع في جامعة دمشق.
عُين سفيرًا للدائرة السياسية لمنظمة التحرير الفلسطينية في تونس بين عامي 1988 و1990، وسفيرًا فوق العادة مفوضًا لدى نيكاراغوا بين عامي 1990 و1991، وسفيرًا فوق العادة مفوضًا لدى الفلبين بين عامي 1991 و1994.
عُين في عام 1995 سفيرًا لدولة فلسطين لدى البرازيل، واستمر في المنصب حتى عام 2005 حيث عُين سفيرًا لدى إسبانيا.
في 4 ديسمبر 2016 فازَ بانتخابات المجلس الثوري لحركة فتح والتي عُقدت أثناء المؤتمر السابع للحركة وصار عضوًا فيه.